# Anders Pettersson (skarprättare)
Anders Pettersson, född 11 juli 1809 i Ramdala socken, död den 8 november 1868 var en svensk skarprättare från Blekinge. Han tillträdde skarprättarämbetet 1838 och innehade det troligen fram till sin död. Uppgifter om innehav av verktyg i hans bouppteckning indikerar att Petterssons huvudsyssla dock var som timmerman eller snickare.

## Avrättningar utförda av Pettersson
Den 1 november 1853 avrättade Petterson Nils Andersson och Jöns Göransson Ramberg i Björnekulla socken. Avrättningen blev omtalad för att vara mycket illa skött, eftersom Pettersson hade varit berusad.
Pettersson avrättade den 21 december 1853 Hanna Svensdotter och hennes son Johannes Månsson på Annelövs avrättningsplats strax utanför Landskrona i Skåne. Orsaken var att de båda ha begått mord på svärsonen och svågern, snickaren Jöns Julius Lindvall, i Vindfälle den 7 januari 1852. Häradsrätten i Annelöv dömde de fyra inblandade den 1 september 1852, nämligen Johannes Månsson, Nils Månsson, Hanna Svensdotter och Måns Bengtsson till döden genom halshuggning. Hovrätten fastställde domarna. Nåd ansöktes hos kung Oscar I och Måns Bengtsson och Nils Månsson straff omvandlades till åtta år för dem var och en. Johannes Månsson och hans mor Hanna Svensdotter undslapp inte dödsstraffet. 
Nästa avrättning som Pettersson utförde var i Broby den 17 januari 1854. Då avrättades den 25-årige häradsmålaren Göran Johnsson från Göteryds socken för rånmord på 57-årige kreaturshandlaren Åke Bengtsson från Örkeneds socken.

## Familj
Anders Pettersson var gift med Cecilia Håkansdotter, med vilken han fick minst sex barn. Av dessa dömdes sonen Karl August Andersson (född 1843) samma år som fadern dog till livstids straffarbete för dråp och misshandel. Andersson junior var då redan två gånger tidigare dömd för olika brott, bland annat "för bärande av våldsam hand" gentemot sin far.